# Oleg Bryjak
Oleg Bryzhak (n. 27 octombrie 1960, la Jezkazgan, în provincia Karagandî, RSS Kazahă - d. 24 martie 2015, Franța, în prăbușirea zborului 9525 al Germanwings) a fost un artist liric de etnie ucraineană, stabilit în Germania.

## Biografie
Născut în Jezkazgan, RSS Kazahă într-o familie de etnie ucraineană, Oleg Bryjak a studiat la Școala de Muzică din Karaganda înainte de a intra la Conservatorul Național Kazah din Almaty, în epocă Alma Ata.
A apărut în roluri la Opera din Lviv, la opera din Celiabinsk cât și la Teatrul Mariinsky, înainte de a-și urma familia în Germania, în 1991. În acel an s-a alăturat Badisches Staatstheater Karlsruhe, iar din 1996 până la moartea sa a fost bariton-bas și activând la Deutsche Oper am Rhein în Düsseldorf.
Oleg Bryzhak a fost un protodiacon într-o biserică Ortodoxă Ucraineană în Düsseldorf.
Bryzhak a murit pe 24 martie 2015, împreună cu fiul său și cu soția, precum și cu colega sa, cântăreața germană, Maria Radner, toți fiind pasageri ai zborului Zborul 9525 căzut în Franța, la revenirea de la spectacolul Siegfried de Richard Wagner, desfășurat la Gran Teatre del Liceu din Barcelona. Interpretase rolul lui Alberich.